# Diplo
Diplo, pseudoniem van Thomas Wesley Pentz (Tupelo, 10 november 1978), is een Amerikaans dj, producer en componist. Zijn muziekstijl beperkt zich voornamelijk tot hiphop, dubstep, trap, reggae en house. Pentz' artiestennaam komt van Diplodocus, de dinosaurus waar hij in zijn jeugd gefascineerd door was. Diplo staat ook bekend onder de namen Wes Gully en Wes Diplo.
Hij werd bekend door zijn samenwerkingsverbanden met de zangeressen M.I.A. en Santigold. Ook is hij een van de mannen van Major Lazer, een project dat wereldhits scoorde met nummers als Get Free (2012), Lean On (2015) en Cold Water (2016). Tussen 2013 en 2016 werkte hij tevens samen met Skrillex onder de artiestennaam Jack Ü, waarmee hij een mix van trap, future bass en dubstepmuziek produceerde. Samen met Mark Ronson vormt Pentz het samenwerkingsverband Silk City, waarmee hij onder meer de hit Electricity (2018) scoorde. Ook brengt hij samen met Labrinth en Sia muziek uit onder de naam LSD.

## Biografie
Diplo is geboren in Mississippi en kwam vervolgens via Florida in Philadelphia terecht, waar hij met dj Low Budget eigen hiphopfeesten organiseerde en daarvoor ook zelf muziek maakte. In 2004 kwam zijn eerste en enige soloalbum uit: Florida.
Tijdens een optreden in Londen viel hij op bij zangeres M.I.A. Het klikte tussen deze twee en in 2005 werd Diplo de dj van M.I.A. tijdens haar tournee.
In 2006 startte Diplo zijn eigen label, Mad Decent.
In 2008 maakte Diplo een succesvolle mixtape met zangeres Santigold: Top Ranking: A Diplo Dub. Ook stond hij dat jaar op het Nederlandse festival Lowlands.
Naast zijn successen met de projecten Major Lazer, Jack Ü, LSD en Silk City, scoorde Diplo ook nog hits met onder meer de nummers C'mon (Catch 'em by surprise) (2011, met Tiësto en Busta Rhymes), Be right there (2015, met Sleepy Tom) en Close to me (2018, met Ellie Goulding en Swae Lee). In 2016/2017 scoorde hij in Vlaanderen een nummer 1-hit met het nummer Hey baby, een samenwerking met Dimitri Vegas & Like Mike.

## Discografie

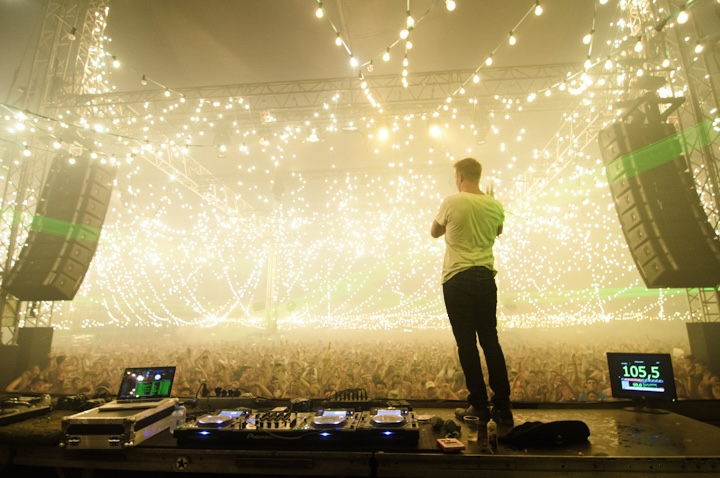
Diplo in 2012 op Pukkelpop (België)

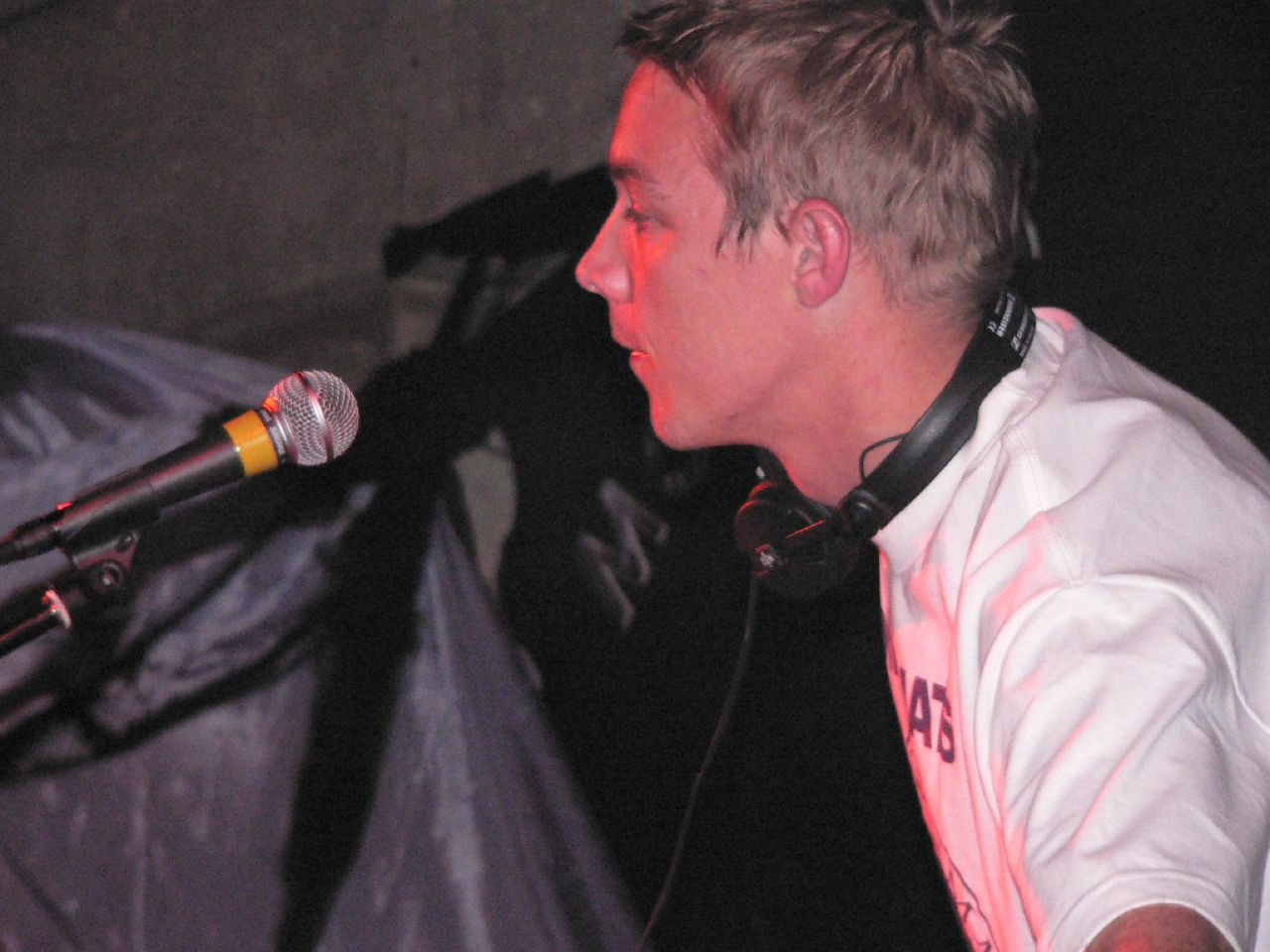
Diplo in Koko (Londen) in augustus 2008.

- Zie de discografie van Major Lazer voor albums en singles die zijn uitgebracht onder deze naam.

### Albums
| Album met eventuele hitnotering(en) in de Nederlandse Album Top 100 | Datum van verschijnen | Datum van binnenkomst | Hoogste positie | Aantal weken | Opmerkingen                |
| ------------------------------------------------------------------- | --------------------- | --------------------- | --------------- | ------------ | -------------------------- |
| Florida                                                             | 2004                  | -                     |                 |              |                            |
| Decent Work For Decent Pay                                          | 2009                  | -                     |                 |              | Mixalbum                   |
| Riddimentary                                                        | 2011                  | -                     |                 |              | Mixalbum                   |
| Skrillex & Diplo present Jack Ü                                     | 2015                  | 07-03-2015            | 83              | 1            | met Skrillex als Jack Ü    |
| California                                                          | 2018                  | -                     |                 |              | ep                         |
| Labrinth - Sia - Diplo present... LSD                               | 2019                  | 20-04-2019            | 16              | 6            | met Labrinth & Sia als LSD |

| Album met hitnotering(en) in de Vlaamse Ultratop 200 albums | Datum van verschijnen | Datum van binnenkomst | Hoogste positie | Aantal weken | Opmerkingen                |
| ----------------------------------------------------------- | --------------------- | --------------------- | --------------- | ------------ | -------------------------- |
| Random white dude be everywhere                             | 2014                  | 02-08-2014            | 132             | 2            | Verzamelalbum              |
| Skrillex & Diplo present Jack Ü                             | 2015                  | 07-03-2015            | 78              | 13           | met Skrillex als Jack Ü    |
| Labrinth - Sia - Diplo present... LSD                       | 2019                  | 20-04-2019            | 72              | 3            | met Labrinth & Sia als LSD |

### Singles
| Single met eventuele hitnotering(en) in de Nederlandse Top 40 | Datum van verschijnen | Datum van binnenkomst | Hoogste positie | Aantal weken | Opmerkingen                                                                                     |
| ------------------------------------------------------------- | --------------------- | --------------------- | --------------- | ------------ | ----------------------------------------------------------------------------------------------- |
| C'mon (Catch 'em by surprise)                                 | 2011                  | 29-01-2011            | 5               | 7            | met Tiësto & Busta Rhymes / Nr. 8 in de Single Top 100                                          |
| Elastic Heart                                                 | 2013                  | 19-10-2013            | tip11           | -            | met Sia & The Weeknd / Soundtrack The Hunger Games: Catching Fire / Nr. 46 in de Single Top 100 |
| Where Are Ü Now                                               | 2015                  | 25-04-2015            | 11              | 26           | met Skrillex als Jack Ü / met Justin Bieber / Nr. 9 in de Single Top 100                        |
| To Ü                                                          | 2015                  | 29-08-2015            | tip9            | -            | met Skrillex als Jack Ü / met AlunaGeorge                                                       |
| Be right there                                                | 2015                  | -                     |                 |              | met Sleepy Tom / Nr. 83 in de Single Top 100                                                    |
| Get it right                                                  | 2017                  | 25-11-2017            | tip8            | -            | met MØ                                                                                          |
| Audio                                                         | 2018                  | -                     |                 |              | met Labrinth & Sia als LSD / Nr. 71 in de Single Top 100                                        |
| Feel about you                                                | 2018                  | 28-07-2018            | tip17           | -            | met Mark Ronson als Silk City / met Mapei                                                       |
| Thunderclouds                                                 | 2018                  | 18-08-2018            | tip5            | -            | met Labrinth & Sia als LSD                                                                      |
| Electricity                                                   | 2018                  | 15-09-2018            | 5               | 19           | met Mark Ronson als Silk City / met Dua Lipa / Nr. 13 in de Single Top 100                      |
| Close to me                                                   | 2018                  | 10-11-2018            | 9               | 17           | met Ellie Goulding & Swae Lee / Nr. 22 in de Single Top 100                                     |
| Dip raar                                                      | 2019                  | -                     |                 |              | met Bizzey & Ramiks / Nr. 33 in de Single Top 100                                               |
| Titans                                                        | 2021                  | 27-03-2021            | tip19           | -            | met Sia, Major Lazer en Labrinth                                                                |

| Single met hitnotering(en) in de Vlaamse Ultratop 50 | Datum van verschijnen | Datum van binnenkomst | Hoogste positie | Aantal weken | Opmerkingen                                                           |
| ---------------------------------------------------- | --------------------- | --------------------- | --------------- | ------------ | --------------------------------------------------------------------- |
| C'mon (Catch 'em by surprise)                        | 2011                  | 05-02-2011            | 39              | 3            | met Tiësto & Busta Rhymes                                             |
| Earthquake                                           | 2013                  | 31-08-2013            | 21              | 9            | met DJ Fresh & Dominique Young Unique                                 |
| XXX 88                                               | 2013                  | 12-10-2013            | tip42           | -            | met MØ                                                                |
| Epparei                                              | 2014                  | 21-06-2014            | 5               | 3            | met Dimitri Vegas & Like Mike & Fatboy Slim feat. Bonde do Rolê & Pin |
| Freak                                                | 2014                  | 09-08-2014            | tip68           | -            | met Steve Aoki, Deorro & Steve Bays                                   |
| Take ü there                                         | 2014                  | 04-10-2014            | tip84           | -            | met Skrillex als Jack Ü / met Kiesza                                  |
| Where are ü now                                      | 2015                  | 23-05-2015            | 15              | 23           | met Skrillex als Jack Ü / met Justin Bieber                           |
| Be right there                                       | 2015                  | 14-11-2015            | 19              | 17           | met Sleepy Tom                                                        |
| Mind                                                 | 2016                  | 19-03-2016            | tip             | -            | met Skrillex als Jack Ü / met Kai                                     |
| Hey baby                                             | 2016                  | 05-11-2016            | 1 (2wk)         | 20           | met Dimitri Vegas & Like Mike feat. Deb's Daughter / Platina          |
| Bang bang                                            | 2016                  | 24-12-2016            | 35              | 12           | met DJ Fresh feat. R. City, Selah Sue & Craig David                   |
| Waist time                                           | 2017                  | 04-02-2017            | tip             | -            | met Autoerotique                                                      |
| Get it right                                         | 2017                  | 25-11-2017            | tip21           | -            | met MØ                                                                |
| Worry no more                                        | 2018                  | 10-03-2018            | tip             | -            | met Lil Yachty & Santigold                                            |
| Color blind                                          | 2018                  | 19-05-2018            | tip             | -            | met Lil Xan                                                           |
| Genius                                               | 2018                  | 19-05-2018            | tip             | -            | met Labrinth & Sia als LSD                                            |
| Audio                                                | 2018                  | 02-06-2018            | tip             | -            | met Labrinth & Sia als LSD                                            |
| Welcome to the party                                 | 2018                  | 02-06-2018            | tip             | -            | met French Montana, Lil Pump & Zhavia Ward                            |
| Only can get better                                  | 2018                  | 30-06-2018            | tip             | -            | met Mark Ronson als Silk City / met Daniel Merriweather               |
| Sun in our eyes                                      | 2018                  | 21-07-2018            | tip17           | -            | met MØ                                                                |
| Thunderclouds                                        | 2018                  | 01-09-2018            | tip1            | -            | met Labrinth & Sia als LSD                                            |
| Electricity                                          | 2018                  | 15-09-2018            | 6               | 25           | met Mark Ronson als Silk City / met Dua Lipa                          |
| Close to me                                          | 2018                  | 10-11-2018            | 16              | 25           | met Ellie Goulding & Swae Lee                                         |
| No new friends                                       | 2019                  | 20-04-2019            | tip             | -            | met Labrinth & Sia als LSD                                            |
| Hold you tight                                       | 2019                  | 04-05-2019            | tip             | -            |                                                                       |
| Spicy                                                | 2019                  | 08-06-2019            | tip             | -            | met Herve Pagez & Charli XCX                                          |
| Give dem                                             | 2019                  | 15-06-2019            | tip             | -            | met Blond:ish feat. Kah-Lo                                            |
| Lonely                                               | 2019                  | 05-10-2019            | tip19           | -            | als Thomas Wesley feat. Jonas Brothers                                |

### Ep's
- Newsflash (2003, als Diplodocus)
- Epistemology Suite (2003, als Diplodocus)
- Thingamajawn (2003, als Diplodocus)
- Diplo Rhythm (2004)
- Reload It (2005)
- Revolution (2013)
- Boy Oh Boy (2013)
- Be Right There (2015)
- California (2018)
- Europa (2019)
- Higher Ground (2019)

### Mixtapes
- AEIOU (2003)
- AEIOU Pt. 2: Making Music Your Own (2004) (met Tripledouble)
- Piracy Funds Terrorism (met M.I.A.) (2004)
- Favela on Blast (2004)
- Favela Strikes Back (2005)
- Fabric Live 24 (2005)
- Mad Decent Radio, Vol. 1 (2006)
- I Like Turtles (2007)
- Top Ranking: A Diplo Dub (met Santogold) (2008)
- Benzi & Diplo Present: Paper Route Gangstaz: Fear And Loathing In Hunts Vegas (2008)

### Soundtracks
- ATV Offroad Fury 4 - Tambo, Newsflash (met Sandra)
- SSX On Tour - Big Lost

- Bibliothèque nationale de France: cb16513417m (data)
- Gemeinsame Normdatei: 1023528053
- International Standard Name Identifier: 0000 0001 2008 3948
- Library of Congress Control Number: no2008116520
- MusicBrainz: a56bd8f9-8ef8-4d63-89a4-794ed1360dd2
- Nationale Bibliotheek van Israël: 987008353489305171
- Virtual International Authority File: 171136721
- WorldCat: E39PBJtmmxqchpXkQKWJj3DjG3